# Eloim (single)
Eloim é um single do cantor francês Chris Durán, parte do álbum homônimo, lançado em setembro de 2016 pela gravadora MK Music.
A canção foi composta pelo próprio cantor em parceria com Hananiel Eduardo, que também é o produtor.
O videoclipe foi gravado nos cânions de Cambará do Sul, foi lançado no canal da gravadora no YouTube e ganhou mais de 1 milhão de visualizações.